# Cleisostoma rolfeanum
Cleisostoma rolfeanum là một loài thực vật có hoa trong họ Lan. Loài này được (King & Pantl.) Garay mô tả khoa học đầu tiên năm 1972.